# Michel Théato
Michel Johann Théato (Luxemburg, 22 maart 1878 - Parijs, 1919) was een Luxemburgse atleet en winnaar van de marathon op de Olympische Spelen van Parijs in 1900.

## Loopbaan
Er is weinig over Théato bekend. Wel dat hij in Parijs als bakkersknecht werkte om de waren rond te brengen. Hij won de olympische wedstrijd van 40,260 km lang net binnen de 3 uur onder zeer warme omstandigheden. Zijn overwinning werd echter achteraf betwist, omdat de Amerikaan Arthur Newton beweerde dat Théato afgesneden had, doordat hij goede kennis had van de straten in Parijs wegens zijn beroep.
Lang dacht men dat Théato de Franse nationaliteit bezat. Pas veel later ontdekte men, dat hij uit Luxemburg kwam. Hierdoor was hij de eerste olympische medaillewinnaar uit dit land. Het IOC kent de gouden medaille nog altijd toe aan Frankrijk, zodat officieel de eerste, en enige, Luxemburgse gouden medaille door Josy Barthel (1952 op de 1500 m) is gewonnen.

## Titels
- Olympisch kampioen marathon - 1900

## Palmares

### marathon
- 1900:  OS - 2:59.45

1896: Spiridon Louis ·
1900: Michel Théato ·
1904: Thomas J. Hicks ·
1908: John Hayes ·
1912: Kenneth McArthur ·
1920: Hannes Kolehmainen ·
1924: Albin Stenroos ·
1928: Ahmed Boughéra El Ouafi ·
1932: Juan Carlos Zabala ·
1936: Sohn Kee-chung ·
1948: Delfo Cabrera ·
1952: Emil Zátopek ·
1956: Alain Mimoun ·
1960: Abebe Bikila ·
1964: Abebe Bikila ·
1968: Mamo Wolde ·
1972: Frank Shorter ·
1976: Waldemar Cierpinski ·
1980: Waldemar Cierpinski ·
1984: Carlos Lopes ·
1988: Gelindo Bordin ·
1992: Hwang Young-cho ·
1996: Josia Thugwane ·
2000: Gezahegne Abera ·
2004: Stefano Baldini ·
2008: Samuel Wanjiru ·
2012: Stephen Kiprotich ·
2016: Eliud Kipchoge ·
2020: Eliud Kipchoge ·
2024: Tamirat Tola